# Виляермоса
Виляермоса (на испански: Villahermosa) е столицата на югоизточния щат Табаско в Мексико. Виляермоса е с население от 335 778 жители (2005). Основан е на 24 юни 1596 г. Температурите през пролетта и лятото достигат до 40 °C, а през зимата падат до 15 °C.

## Родени
- Каридад Браво Адамс, писателка и сценарист
- Йоланда Варгас Дулче, писателка и сценарист
- Ана Патрисия Рохо, актриса